# Канікули
Кані́кули, вака́ції, ферії — період, вільний від навчання чи основної діяльності (шкільні канікули, студентські канікули, парламентські тощо)

## Етимологія
Канікулою (лат. Canicula, букв. — «Собачка») стародавні римляни називали Сіріус — найяскравішу зорю в сузір'ї Великого Пса. В найспекотніші дні літа (з середини липня до кінця серпня) схід Сіріуса можна спостерігати безпосередньо перед світанком південніше від екліптики. В Давній Греції ці дні називали «собачою спекою» (κυνόκαυμα), в поезії Гомера, Алкея та Гесіода з ними пов'язуються мотиви безсилля та нещасть. Природно, що в цей період робили перерву в роботах і заняттях.
Слово означає перерву в заняттях, але вже не тільки влітку. Бувають осінні, зимові, весняні та літні канікули.
Також в іспанській мові існує слово canícula (канікули) і перекладається як «пора літньої спеки», яка припадає на середину липня і весь серпень і є передвісником відпочинку. Своєю чергою, у французькій мові є слово canicule [канікюль] яке передається, як спека. Враховуючи, що навчання в давнину було доступним для багатих сімей, не виключається, що слово канікули потрапило в наш лексикон в часи популярності французької мови у знаті.

## Канікули в Україні

### Зимові канікули
«Різдвяні канікули» (або «зимові канікули» в деяких країнах), включають як різдвяні і новорічні свята. Вони зазвичай тривають протягом 2—3 тижнів. Однак свято Різдва в Європі коротше, іноді два тижні або трохи менше. У південній півкулі Різдво у літньому періоді відпусток і розрив є набагато більшим (від шести до восьми тижнів). В Україні зимовий відпочинок триває 16—18 днів.

### Весняні канікули
Проводяться у період Пасхи, у деяких країнах свято залежить від церковного календаря. В Україні весняні канікули зазвичай тривають до 9 днів та припадають на останній тиждень березня.

### Літні канікули
У всіх країнах, найдовша перерва у навчальному році літо, тривалістю від 5 до 14 тижнів. В Україні, США, Ірландії, Італії, Литві та Росії літні канікули, як правило, по три місяці, в порівнянні з шести до восьми тижнів, як у Великій Британії, Нідерландах і Німеччині.
Дата залежить від дня проведення останнього дзвоника та від розкладу іспитів. Зазвичай діти, які не складають іспити йдуть на відпочинок вже 25 травня. Інші можуть затриматися в школі до 1-5 червня. Літні канікули тривають, як правило, до 1 вересня.

### Осінні канікули
Осінні канікули, є не у всіх країнах. В Україні осінні канікули тривають так само як і весняні, 9 днів.

## Канікули у світі

### Африка

#### Нігерія
У Нігерії, найдовші канікули тривають із середини липня до другого тижня вересня для середніх шкіл і коротший термін в цей же період для вищих навчальних закладів.

#### Південна Африка
У Південній Африці, канікули, як правило, тривають з початку грудня до початку або середини січня (4 або 6 тижнів). Існує осіння перерва до 2 тижнів в кінці березня або початку квітня. Зимові канікули, починаються в кінці червня і закінчуються початку липня. Весняні канікули тривають з кінця вересня до початку жовтня.

### Північна і Південна Америка

#### Бразилія
У Бразилії, літні канікули починаються на початку грудня і закінчуються в кінці січня або на початку лютого. Зимові свята, як правило, тривають весь липень.
Бразильські школи повинні мати принаймні 200 навчальних днів. Деякі національні і католицькі свята, як правило, відзначається в 3-х або 4-х днів, як Великдень, Карнавал, День Тірадентіса тощо.

#### Канада
У Канаді, літні канікули включають 2 місяці: липень і серпень. Зимові канікули тривають протягом двох тижнів (іноді на день або два довше), починаючи з суботи, які охоплюють день Різдва і день Нового року. Весняні канікули зазвичай до двох тижнів, в залежності від міста або провінції. Страсна п'ятниця і Великдень можуть не потрапити до весняних вихідних. В Онтаріо, найбільшій провінції Канади, весняна перерва має чотири вихідних дні між Страсною п'ятницею і Поливаним понеділком.

#### Мексика
У Мексиці, школи зазвичай виходять на канікули протягом другого тижня липня і виходять на третій тиждень серпня в залежності від того, яка система планування у школі. Різдвяні канікули тривають 2 тижні. Також є великодні канікули, які тривають 2 тижні.

#### США
У США, як правило, 180 навчальних днів (хоча у деяких коледжах і університетах вони коротші). Приватні школи, як правило, мають 170 днів.

#### Чилі
Навчальний рік ділиться на семестри. Перший семестр триває з кінця лютого чи на початку березня по липень. Після двотижневої перерви взимку навчання відновлюється і триває до кінця листопада або до початку грудня, а потім настають літні канікули.

### Азія

#### Китай
Літні канікули зазвичай тривають з початку липня до кінця серпня. Зимові зазвичай тривають 1 місяць, а час варіюється в залежності від дати китайського Нового року.

#### Японія
В Японії, шкільні канікули проходять з кінця березня до початку квітня. Літні з кінця липня до початку вересня. Зимові з 24 грудня по 7 січня. Крім того, існує свято в травні під назвою «Золотий тиждень».

#### Корея
Літні і зимові канікули, як правило, схожі по довжині, вони тривають близько 1 місяця кожен. Існують також весняні канікули, які тривають близько двох тижнів. Крім того, є кілька святкових днів на рік.

### Європа

#### Австрія
В Австрії, літні канікули, як правило, тривають в період з початку липня і до початку вересня. За винятком Форарльберга і Зальцбурга, де немає осінніх канікул, але там є різдвяні (з 24 грудня по 6 січня) і великодні канікули (тривають протягом 10 днів).

#### Бельгія
Для початкової школи, літні канікули в Бельгії починаються 1 липня (можуть початись на один або два дні раніше, якщо перше число є вихідним днем) і закінчуються 1 вересня (2 або 3, якщо перше — вихідний). Середні навчальні заклади та університети часто виходять на канікули на тиждень раніше, як тільки шкільні результати оброблені і опубліковані. Тиждень осінніх канікул, як правило, плануються протягом тижня, всіх-святих, 1 листопада. Зимові канікули тривають два тижні і включають в себе як Різдво, так і Новий Рік. Весняні канікули мають два тижні свята і варіюються від святкування Пасхи.

#### Чехія
У Чехії, літні канікули починаються в кінці навчального року з 30 червня і закінчується в перший тиждень вересня. Осінні канікули: два дні плюс 28 жовтня (дата проголошення створення Чехословаччини). Зимові тривають, як правило, з 23 грудня по 2 січня.

#### Данія
У Данії літні канікули тривають 6 тижнів. Більшість шкіл також мають один тиждень зимових і осінніх канікул, як правило, в лютому і жовтні відповідно.

#### Франція
Французькі шкільні канікули планується щорічно Міністерством освіти. Це може привести до переповненості туристичних курортів, таких як на Середземноморському узбережжі і на гірськолижних курортах. Щоб вирішити цю проблему, графіки відпусток в шаховому порядку, розділяють країну на три зони.

#### Німеччина
У Німеччині, літні канікули тривають 6 тижнів, з регіональними відмінностями. У різних регіонах починаються вони з середини червня по кінець липня. Закінчуються з кінця липня по середину вересня. Інші канікули: на Великдень (2 тижні), восени (1-2 тижні) і зимові на Різдво (2 тижні). В деяких регіонах є додаткові канікули влітку, на Святу Трійцю (1-2 тижні) з кінця травня по середину червня або зимові, карнавал (1 тиждень), у лютому.

#### Італія
В Італії, більшість шкільних канікул визначаються Міністерством освіти. Є літні канікули з середини червня до другого тижня вересня. Різдвяні свята починаються 23 грудня і закінчуються на перший або другий робочий день після 6 січня. Літні канікули в Італії йдуть близько 12 тижнів, Весняні тривають 1 тиждень.

#### Латвія,ЛитваіЕстонія
У Балтійських країнах, літні канікули тривають протягом трьох місяців з червня по серпень. Новорічні канікули тривають протягом двох тижнів, осінні і весняні канікули 1 тиждень.

#### Швеція
У Швеції, навчальний рік починається приблизно в середині або в кінці серпня (1 вересня в університетах). За тиждень до Дня всіх святих (прийнято в суботу близько 2 листопада) учнів початкової і середньої школи йдуть на осінні канікули. Зимові канікули починається близько 15-16 грудня, в залежності від дня тижня, на якій відбувається Святвечір. Це зазвичай закінчується протягом другого тижня січня (6 січня також державне свято). Весняні тривають чотири дні з п'ятниці по понеділок.

#### Іспанія
Шкільний календар в Іспанії залежить від різних автономних округів, але загалом у початковій та середній школі курс починається у вересні та закінчується в червні та складається з 37 академічних тижнів. Канікули зазвичай збігаються з релігійними святами в залежності від провінції.

### АвстраліяіНова Зеландія
В Австралії та Новій Зеландії, навчальний рік для початкових і середніх навчальних закладів діляться на два семестри, кожен з семестр додатково ділиться на два семестри (таким чином, в цілому чотири семестри в рік).